# Nani (fotbalist)
Luís Carlos Almeida da Cunha (n. 17 noiembrie 1986, Praia, Republica Capului Verde), cunoscut mai mult ca Nani, este un fotbalist portughez retras din activitate, care a jucat pe post de mijlocaș lateral la echipe ca Manchester United, Sporting și Orlando City SC. Pe plan internațional, are prezențe la națională pentru Portugalia U21⁠(d) și Portugalia.

## Statistici carieră

### Club
La 16 august 2014..
| Club                   | Sezon        | Campionat | Campionat | Cupă    | Cupă   | Cupa Ligii | Cupa Ligii | Europa  | Europa | Altele  | Altele | Total   | Total  |
| Club                   | Sezon        | Meciuri   | Goluri    | Meciuri | Goluri | Meciuri    | Goluri     | Meciuri | Goluri | Meciuri | Goluri | Meciuri | Goluri |
| ---------------------- | ------------ | --------- | --------- | ------- | ------ | ---------- | ---------- | ------- | ------ | ------- | ------ | ------- | ------ |
| Sporting CP            | 2005–06      | 29        | 4         | 5       | 1      | –          | –          | 2       | 0      | –       | –      | 36      | 5      |
| Sporting CP            | 2006–07      | 29        | 5         | 5       | 0      | –          | –          | 6       | 1      | –       | –      | 40      | 6      |
| Sporting CP            | Total        | 58        | 9         | 10      | 1      | –          | –          | 8       | 1      | –       | –      | 76      | 11     |
| Manchester United      | 2007–08      | 26        | 3         | 2       | 1      | 1          | 0          | 11      | 0      | 1       | 0      | 41      | 4      |
| Manchester United      | 2008–09      | 13        | 1         | 2       | 2      | 6          | 3          | 7       | 0      | 3       | 0      | 31      | 6      |
| Manchester United      | 2009–10      | 23        | 3         | 0       | 0      | 2          | 0          | 8       | 2      | 1       | 1      | 34      | 6      |
| Manchester United      | 2010–11      | 33        | 9         | 3       | 0      | 0          | 0          | 12      | 1      | 1       | 0      | 49      | 10     |
| Manchester United      | 2011–12      | 29        | 8         | 1       | 0      | 0          | 0          | 9       | 0      | 1       | 2      | 40      | 10     |
| Manchester United      | 2012–13      | 11        | 1         | 5       | 1      | 1          | 1          | 4       | 0      | –       | –      | 21      | 3      |
| Manchester United      | 2013–14      | 11        | 0         | 0       | 0      | 1          | 0          | 1       | 1      | 0       | 0      | 13      | 1      |
| Manchester United      | 2014–15      | 1         | 0         | 0       | 0      | 0          | 0          | —       | —      | —       | —      | 1       | 0      |
| Total                  | 147          | 25        | 13        | 4       | 11     | 4          | 52         | 4       | 7      | 3       | 230    | 40      |        |
| Sporting CP (împrumut) | 2014–15      | 27        | 7         | 3       | 1      | 0          | 0          | 7       | 4      | —       | —      | 37      | 12     |
| Sporting CP (împrumut) | Total        | 85        | 16        | 13      | 2      | —          | —          | 15      | 5      | —       | —      | 113     | 23     |
| Fenerbahçe             | 2015–16      | 28        | 8         | 6       | 3      | —          | —          | 13      | 1      | —       | —      | 47      | 12     |
| Valencia               | 2016–17      | 25        | 5         | 1       | 0      | —          | —          | —       | —      | —       | —      | 26      | 5      |
| Lazio (împrumut)       | 2017–18      | 1         | 0         | 0       | 0      | —          | —          | 0       | 0      | —       | —      | 1       | 0      |
| Career total           | Career total | 286       | 54        | 33      | 9      | 11         | 4          | 80      | 10     | 7       | 3      | 417     | 80     |

#### Echipa națională
La 26 iunie 2014..
| Echipa națională | An    | Meciuri | Goluri |
| ---------------- | ----- | ------- | ------ |
| Portugalia       | 2006  | 4       | 1      |
| Portugalia       | 2007  | 7       | 1      |
| Portugalia       | 2008  | 11      | 3      |
| Portugalia       | 2009  | 11      | 1      |
| Portugalia       | 2010  | 8       | 3      |
| Portugalia       | 2011  | 10      | 3      |
| Portugalia       | 2012  | 13      | 1      |
| Portugalia       | 2013  | 9       | 1      |
| 2014             | 6     | 1       |        |
| Total            | Total | 78      | 15     |

#### Goluri internaționale
| #  | Data               | Stadion                                             | Oponent                    | Scor | Rezultat | Competiția                                                              |
| -- | ------------------ | --------------------------------------------------- | -------------------------- | ---- | -------- | ----------------------------------------------------------------------- |
| 1  | 1 septembrie 2006  | Brøndby Stadium, Copenhaga, Danemarca               | Danemarca                  | 2–2  | 4–2      | Meci amical                                                             |
| 2  | 2 iunie 2007       | King Baudouin Stadium, Bruxelles, Belgia            | Belgia                     | 0–1  | 1–2      | Preliminariile Campionatului European de Fotbal 2008                    |
| 3  | 20 august 2008     | Estádio Municipal de Aveiro, Aveiro, Portugalia     | Insulele Feroe             | 5–0  | 5–0      | Meci amical                                                             |
| 4  | 6 septembrie 2008  | Ta' Qali National Stadium, Attard, Malta            | Malta                      | 0–4  | 0–4      | Calificările pentru Campionatul Mondial de Fotbal 2010                  |
| 5  | 10 septembrie 2008 | Estádio José Alvalade, Lisabona, Portugalia         | Danemarca                  | 1–0  | 2–3      | Calificările pentru Campionatul Mondial de Fotbal 2010                  |
| 6  | 14 octombrie 2009  | Estádio D. Afonso Henriques, Guimarães, Portugalia  | Malta                      | 1–0  | 4–0      | Calificările pentru Campionatul Mondial de Fotbal 2010                  |
| 7  | 1 iunie 2010       | Complexo Desportivo da Covilhã, Covilhã, Portugalia | Camerun                    | 3–1  | 3–1      | Meci amical                                                             |
| 8  | 8 octombrie 2010   | Estádio do Dragão, Porto, Portugalia                | Danemarca                  | 1–0  | 3–1      | Preliminariile Campionatului European de Fotbal 2012                    |
| 9  | 8 octombrie 2010   | Estádio do Dragão, Porto, Portugalia                | Danemarca                  | 2–0  | 3–1      | Preliminariile Campionatului European de Fotbal 2012                    |
| 10 | 7 octombrie 2011   | Estádio do Dragão, Porto, Portugalia                | Islanda                    | 1–0  | 5–3      | Preliminariile Campionatului European de Fotbal 2012                    |
| 11 | 7 octombrie 2011   | Estádio do Dragão, Porto, Portugalia                | Islanda                    | 2–0  | 5–3      | Preliminariile Campionatului European de Fotbal 2012                    |
| 12 | 15 noiembrie 2011  | Estádio da Luz, Lisabona, Portugalia                | Bosnia și Herțegovina      | 2–0  | 6–2      | Play-off-urile de calificare pentru Campionatul European de Fotbal 2012 |
| 13 | 2 iunie 2012       | Estádio da Luz, Lisabona, Portugalia                | Turcia                     | 1–2  | 1–3      | Meci amical                                                             |
| 14 | 15 octombrie 2013  | Estádio Cidade de Coimbra, Coimbra, Portugalia      | Luxemburg                  | 2–0  | 3–0      | Calificările pentru Campionatul Mondial de Fotbal 2014                  |
| 15 | 22 iunie 2014      | Arena da Amazônia, Manaus, Brazilia                 | Statele Unite ale Americii | 1–0  | 2–2      | Campionatul Mondial de Fotbal 2014                                      |

## Palmares

### Club
Sporting CP
- Taça de Portugal (1): 2006–07

Manchester United
- Premier League (4): 2007–08, 2008–09, 2010–11, 2012–13
- Football League Cup (1): 2008–09
- FA Community Shield (4): 2007, 2008, 2010, 2011
- UEFA Champions League (1): 2007–08
- FIFA Club World Cup (1): 2008

### Individual
- SJPF Young Player of the Month (1): mai 2007
- PFA Premier League Team of the Year (1): 2010–11
- Manchester United Players' Player of the Year (1): 2010–11[7]